# 소름 (2001년 영화)
《소름》은 2001년에 개봉한 대한민국의 공포 영화이다.

## 캐스팅
- 김명민 : 용현 역
- 장진영 : 선영 역
- 기주봉 : 이 작가 역
- 조안 : 은수 역
- 김기천 : 송씨 역
- 김태형 : 선영 남편 역
- 김탄현 : 광태 역
- 이한위 : 택시 취객 역
- 이윤건 : 상철 역
- 이강엽 : 영범 역
- 주부진 : 송씨 부인 역
- 권태원 : 형사 1 역
- 브이원 : 형사 2 역
- 박인선 : 편의점 점원 역
- 장인덕 : 폭주 철가방 역
- 홍윤정 : 음식점 할머니 역
- 조영관 : 영준 역
- 이지희 : 이 작가 딸 역
- 최웅 : 이 작가 아들 역
- 이해린 : 피아노 교습소 아이들 역
- 허남휘 : 피아노 교습소 아이들 역
- 송가영 : 피아노 교습소 아이들 역
- 김양규 : 피아노 교습소 아이들 역
- 천승현 : 피아노 교습소 아이들 역
- 이하정 : 피아노 교습소 아이들 역
- 이광기 : 어묵먹는 남자 역
- 강진호 : 어린 용현 역
- 박영훈 : 용현 부 역
- 김주령 : 용현 모 역
- 김현옥 : 선영 모 역
- 양세리 : 어린 선영 역